# Золотокіс строкатий
Золотокіс строкатий (Xenocopsychus ansorgei) — вид горобцеподібних птахів родини мухоловкових (Muscicapidae). Мешкає в Анголі та Намібії. Це єдиний представник монотипового роду Строкатий золотокіс (Xenocopsychus).

## Поширення і екологія
Строкаті золотокоси локально поширені на заході Анголи, та на крайній півночі Намібії, в долині річки Кунене. Вони живуть на кам'янистих ділянках в сухій савані, на висоті від 690 до 2200 м над рівнем моря.